# Quốc giáo
| Cơ đốc giáo (chưa xác định) Đạo Tin Lành Chính thống giáo Công giáo | Hồi giáo (chưa xác định) Sunni Shia Phật giáo |

Quốc gia là quốc giáo.

Quốc giáo (còn được gọi là tôn giáo chính thức, hay tôn giáo quốc gia) là hệ thống tôn giáo hay tín ngưỡng chính thức của một quốc gia được nhà nước nước đó công nhận, thông thường là chỉ có một tôn giáo (hay tín ngưỡng). Theo tiêu chuẩn xã hội hiện nay, sự công nhận quốc giáo ở đây có thể là về hiến pháp, tuy nhiên không đồng nghĩa sẽ hoàn toàn phủ nhận hoặc bài trừ các tôn giáo khác ngoài quốc giáo.
Một nhà nước hay quốc gia có quốc giáo thì không đồng nghĩa họ là chế độ thần quyền. Ví dụ: Anh Quốc công nhận Anh giáo là quốc giáo nhưng Nữ hoàng Anh và chính phủ vẫn là người cai trị trên thực tế, hoặc Campuchia với Phật giáo nhưng vua Campuchia và chính phủ có thẩm quyền thực tế và họ chấp nhận sự đa dạng tôn giáo; mặc dù quyền lực của giới giáo sĩ, chức sắc của quốc giáo ở hai quốc gia này là đáng kể.
Còn một nhà nước hay quốc gia được cai trị bởi các giáo sĩ hoặc giới chức sắc được gọi là một chế độ thần quyền tuyệt đối có xu hướng không chấp nhận hoặc dung thứ cho tôn giáo khác.